# Crocifissione del transetto sinistro

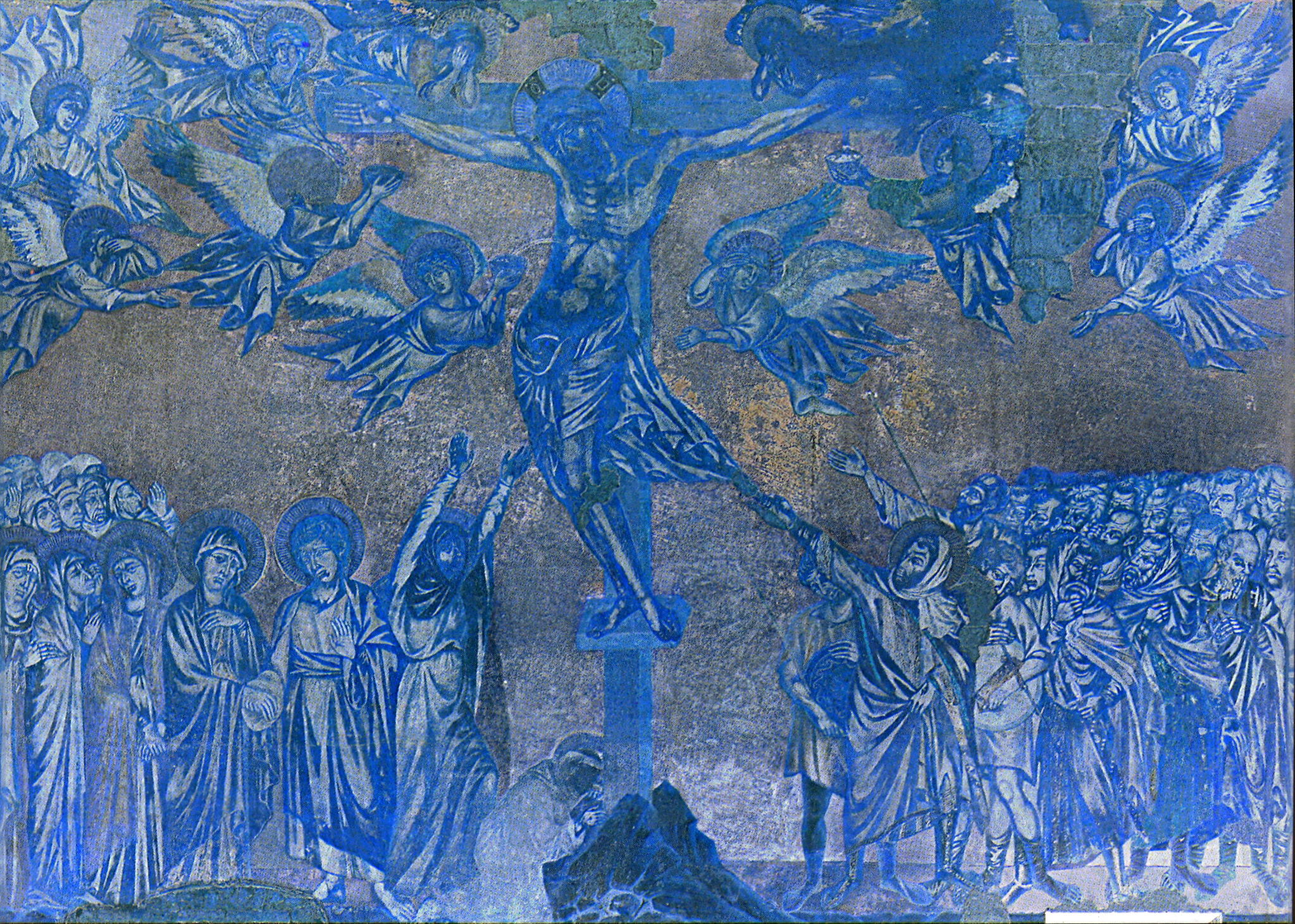
L'immagine al negativo

La Crocifissione del transetto sinistro è un affresco (circa 350x690 cm) di Cimabue e aiuti, databile attorno al 1277-1283 circa e conservato nella basilica superiore di San Francesco di Assisi. La scena è accoppiata simmetricamente alla Crocifissione del transetto destro, dall'altro lato.

## Storia
La datazione degli affreschi di Cimabue è piuttosto discorde, sebbene negli studi più recenti si sia assestata a un periodo tra il 1277, anno dell'elezione al soglio pontificio di Niccolò III e il 1283 circa. La zona del transetto sinistro è decorata dalle Storie apocalittiche.
Per questa scena, forse la più notevole dell'intero ciclo, non è mai stata messa in dubbio l'autografia del maestro.
Gli affreschi di Cimabue sono in generale in condizioni mediocri o pessime. Non fa eccezione questa Crocifissione, che dovette essere una delle scene più importanti dell'intero ciclo, e che oggi si presenta sfigurata da abrasioni (in parte colmate dall'ultimo restauro) e con i colori quasi invertiti in negativo. L'iscurimento della biacca presente nelle mescolanze dei colori chiari è dovuto alla formazione di solfuro di piombo (PbS), di colore nero, a seguito della reazione del piombo con l'acido solfidrico presente in atmosfera e all'ossidazione del piombo, con la formazione di diossido di piombo (PbO2), di colore marrone scuro. Nella zona inferiore esistono tuttavia alcuni brani coi colori originali ancora visibili.

## Descrizione e stile

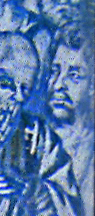
Possibile autoritratto di Cimabue

### Il Cristo
Cristo sulla Croce si erge al centro del dipinto, vistosamente inarcato verso sinistra, come nelle note croci lignee sagomate di Cimabue. La metà superiore, celeste, è affollata d'angeli che manifestano tutto il loro dolore, volando in cerchio attorno al braccio breve della croce, coprendosi il viso piangente, alzando le mani al cielo, e raccogliendo pietosamente il sangue di Gesù con delle ciotole. Questi angeli saranno tenuti ben presenti da Giotto nella sua celebre Crocifissione della Cappella degli Scrovegni. Il capo del Cristo è particolarmente dolente, proteso in avanti anziché adagiato del tutto sulla spalla come nelle croci di Arezzo e di Firenze. Le braccia non sono parallele alla croce, ma se ne distaccano significando tutto il peso del martirio in corso.

### Gli astanti
Nella metà inferiore, terrestre, il ritmo è reso altamente tragico dal triangolo di linee di forza, dato dalle pose drammatiche delle due figure ai lati della croce, la Maddalena a sinistra che distende le braccia e un ebreo che allunga il braccio quasi a toccare il perizoma prolungato di Cristo, che simboleggia il riconoscimento della figura divina di Cristo da parte di alcuni astanti. Addirittura la Maddalena solleva anche un ginocchio, come se volesse lanciarsi sulla croce accanto a Gesù. Scrisse Adolfo Venturi: «non è più il crocifisso con ai lati le figure simmetriche del portaspugna e del portalancia, né quello con le istorie del suo martirio su un cartellone! Nuova è la scena in cui il dolore e l'odio irrompono da anime forti, le grida contrastano roboanti, i sentimenti si urtano nella tempesta del cielo e della terra». Nella lunga coda del perizoma, una novità iconografica, si moltiplicano le pieghe e le scanalature, con una tendenza al realismo senza schematizzazioni, verso un recupero del classicismo.
Ai lati si distendono due gruppi di figure. Quello di sinistra mostra Maria con la mano al petto, nel gesto tipico del dolente, mentre Giovanni le prende la mano per prendersene cura da allora in poi, secondo un episodio narrato solo nel Vangelo di Giovanni. Seguono le tre Marie e una folla di personaggi in secondo piano, tra cui si riconoscono numerosi uomini col capo coperto, gli Ebrei.
A destra invece si mischiano soldati romani ed ebrei, nelle loro espressioni di perplessità (c'è chi si tocca la barba) e di scherno, ma qualcuno accenna a un ripensamento, portando un dito alla bocca in segno di dubbio, e afferrandosi il polso per indicare l'impotenza. Uno addirittura si batte il petto in segno di pentimento, seguendo un passo del Vangelo di Luca (23, 47). Tra queste figure, il volto giovanile dietro al centurione è pressoché identico a un personaggio nell'Imposizione del nome al Battista nei mosaici del Battistero di Firenze (che per questo fu attribuita a Cimabue). L'ultimo volto a destra in prima fila è molto caratterizzato fisiognomicamente, a differenza degli altri, ed è stato ipotizzato che si tratti di un autoritratto del pittore.
Il pittore mise i personaggi uno dietro l'altro per dare idea di profondità, ma non seppe risolvere il conflitto di come essi poggiassero al suolo: ecco che i pochi piedi dipinti (solo per le figure in primo piano), si pestano uno sull'altro, come nei mosaici bizantini di San Vitale a Ravenna. I pochi colori originari superstiti, sopravvissuti proprio in questa zona, dimostrano una grande raffinatezza, che doveva da un effetto di delicata magnificenza: rosa, ocra, verde marcio, marrone. Qui dopotutto era in corso la realizzazione della "più straordinaria visione di forme e di splendori che artisti siano mai riusciti ad attuare" fino ad allora.

### San Francesco
Alla base di questo triangolo sta rannicchiato san Francesco, che è riconoscibile dalle stimmate e che si bagna col sangue di Cristo che scorre sulla montagnola del Golgota fino al teschio nascosto di Adamo. Francesco appare qui come intermediario tra l'evento sacro e il fedele. La sua presenza è stata interpretata anche come simbolo delle tribolazioni dell'ordine francescano secondo le dottrine apocalittiche di Pietro Olivi e Gioacchino da Fiore, come a dire che far soffrire Francesco e i suoi seguaci è come crocifiggere il Cristo una seconda volta.

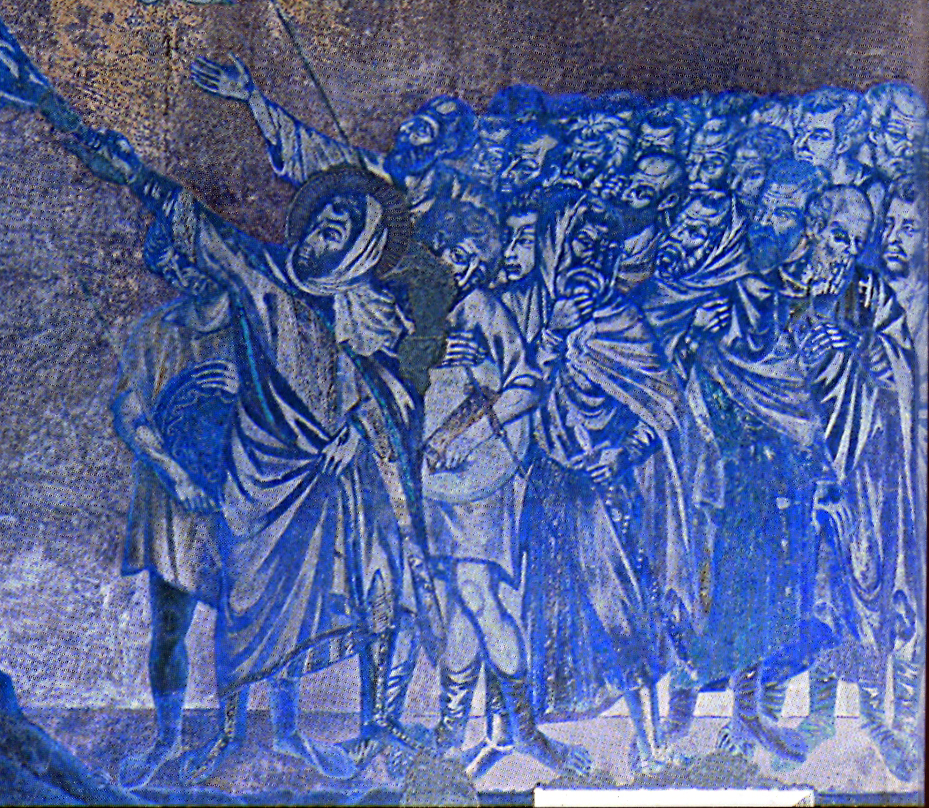
Il gruppo di destra (negativo)

Alcuni spiegano così la doppia presenza della Crocifissione nella basilica superiore.

### La questione di Longino
L'uomo che riconosce Cristo, col capo velato (quindi ebreo) impugna il bastone del comando ed ha già il nimbo di santo: difficile è capire se è per Cimabue san Longino, oppure se il fiorentino tenga distaccate le figure del centurione illuminato (per quanto ebreo) e di colui che trafisse Gesù con la lancia; dopotutto la raffigurazione esplicita del soldato con la lancia nella Crocifissione del transetto destro è priva di nimbo. Un uomo con la lancia compare però dietro di lui, e gli fa eco tenendo una posizione analoga col braccio disteso: è forse lui Longino o è un inserviente? Le altre due figure ai lati l'uomo con l'aureola, in un elegante contrapposto simmetrico, inoltre impugnano scudo e lancia: sembra che Cimabue abbia voluto disarmare quella figura per sottolinearne agiograficamente la virtù senza impacci guerreschi. Secondo Chiara Frugoni l'uomo in primo piano è san Longino (che non è infrequente trovare rappresentato ora come ebreo ora come romano), mentre l'uomo che gli fa eco è un altro ebreo che illustra il passo del Vangelo di Luca, in cui si descrive il pentimento di una parte degli Ebrei.
In ogni caso, ammettere un santo tra i giudei che furono responsabili della crocifissione di Cristo (secondo la tradizione antigiudaica da san Giovanni in poi) rappresenta un'apertura verso il mondo giudaico fino ad allora senza precedenti, spiegabile forse con l'opera di redenzione ed evangelizzazione universale portata avanti dai Francescani. Duccio di Buoninsegna ad esempio, nella Crocifissione della Maestà del Duomo di Siena, copiò la figura del riconoscitore di Cristo da Cimabue, ma ne omise il nimbo, facendolo ripiombare nell'anonimato della folla tumultuante. A tale ipotesi di accoglienza francescana può legarsi anche scelta di includere la preminenza della figura della Maddalena, la prostituta pentita. Sembra intendere che il messaggio di Cristo dà i suoi primi frutti già appena dopo la Crocifissione, con le prime conversioni spontanee, allargandosi poi idealmente nell'espansione della comunità credente attuata tramite gli Evangelisti, poi tramite la Chiesa e infine arrivando a Francesco, il "nuovo evangelista", raffigurato ai piedi della croce.
Appare quindi un messaggio di speranza, che può riscattare anche chi ha errato, invece di condannarlo insindacabilmente.